# Urszula Zawadzka-Wieteska
Urszula Zawadzka-Wieteska (ur. 21 kwietnia 1986 w Chicago) – polska aktorka telewizyjna, teatralna i filmowa.

## Życiorys
W 2011 ukończyła Szkołę Aktorską Haliny i Jana Machulskich przy Polskim Ośrodku „ASSISTEJ” w Warszawie. Była związana z Dariuszem Wieteską, który jest również aktorem. W 2023 r. para rozwiodła się.

## Filmografia
- 2012-2016: Klan jako różne role
- 2014: Na dobre i na złe jako Kasia
- 2014: Barwy szczęścia jako wolontariuszka
- 2015: Przyjaciółki jako headhunterka
- 2015: Skazane jako nauczycielka
- 2015: Pakt
- 2015: Singielka jako Anna
- 2016-2017: M jak miłość jako różne role
- 2017: Niania w wielkim mieście jako młoda matka
- 2017: Ojciec Mateusz jako recepcjonistka
- 2018: Leśniczówka jako sprzedawczyni
- 2018: Planeta singli 2 jako Bielecka
- 2018-2019: W rytmie serca jako dziennikarka
- 2019: 39 i pół tygodnia jako ciężarna kobieta
- 2019: Komisarz Alex jako Ula
- 2020: W rytmie serca jako Anna Maj

Źródło: Filmpolski.pl.